# Schloss Neu-Richmond

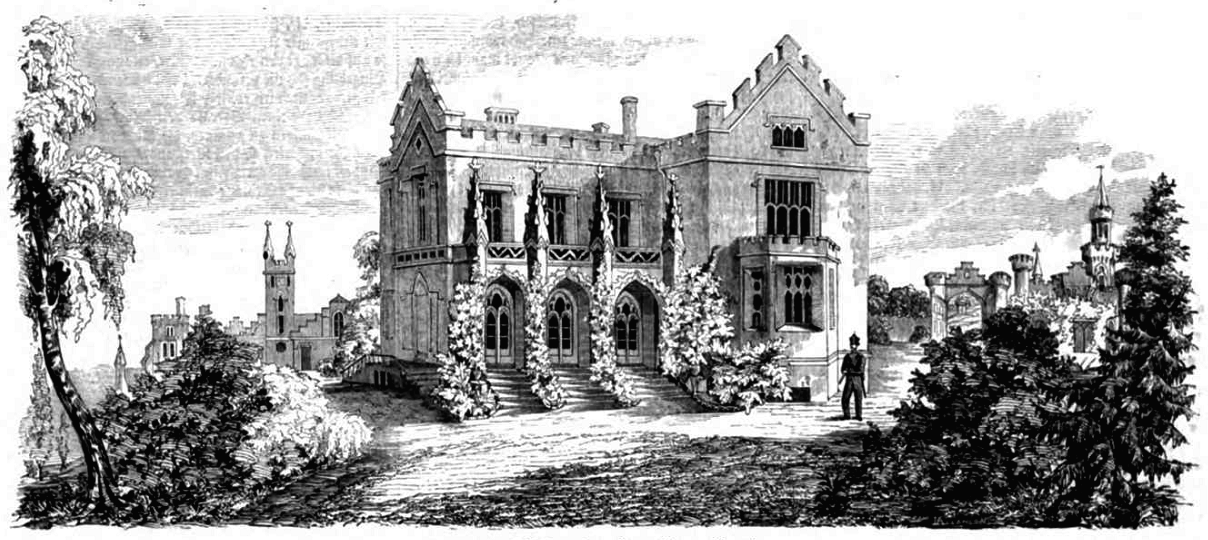
Herzogliche Villa 1843

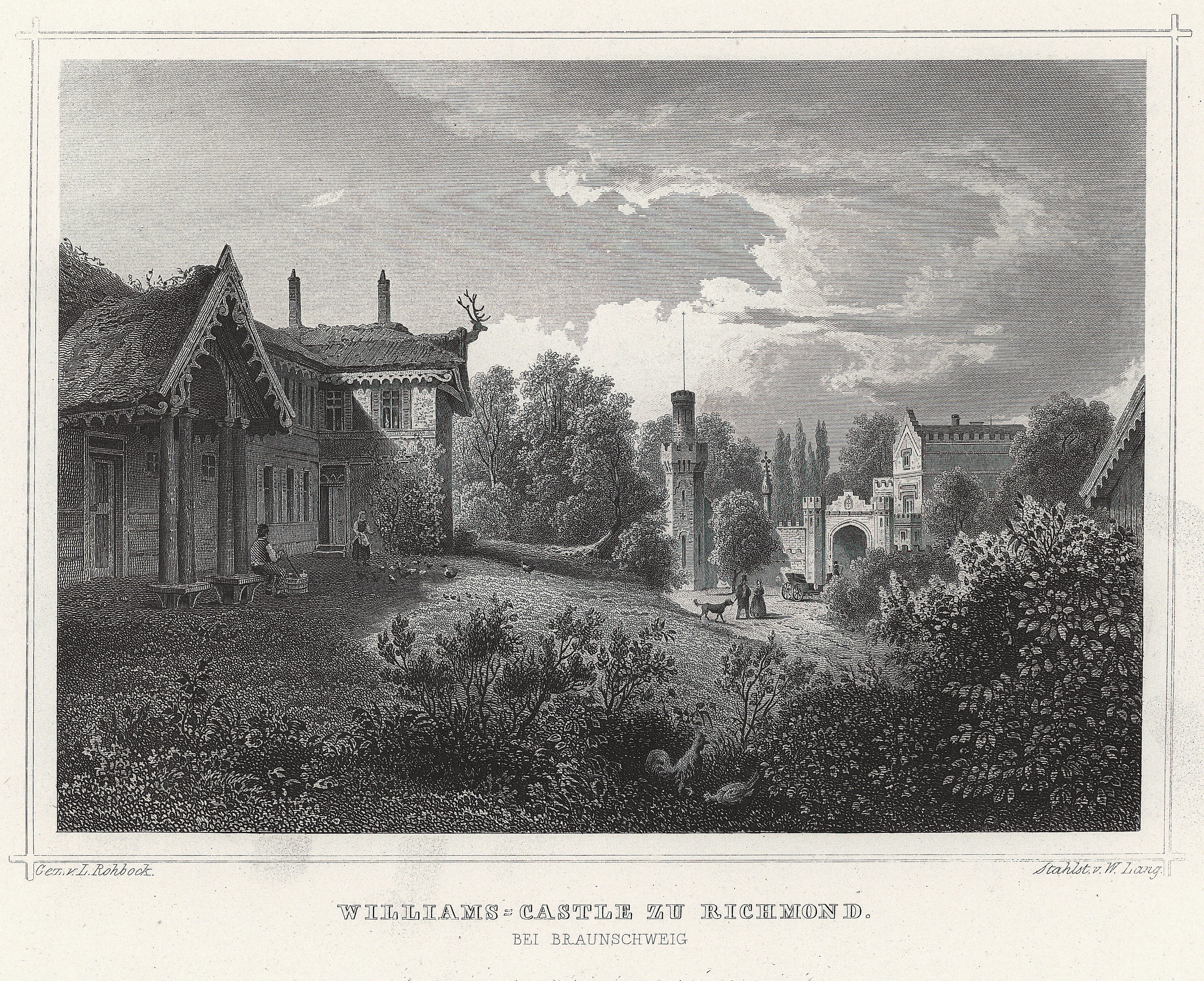
Ansicht der Anlage Mitte des 19. Jahrhunderts

Williamscastle 1893

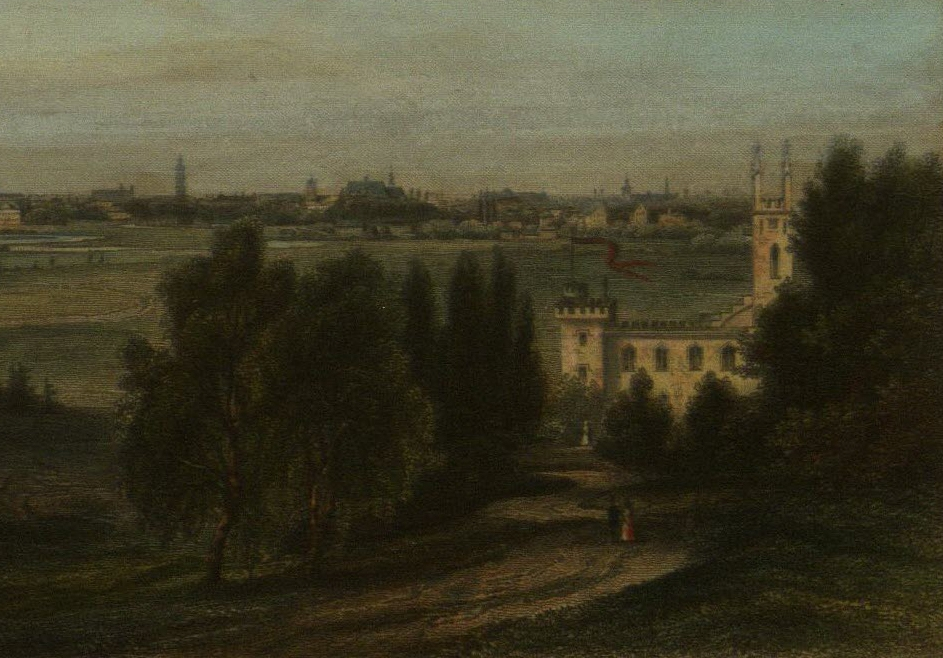
Williamscastle (Das Kavalierhaus), Gemälde von Johann Poppel (1807–1882)

Neu-Richmond war eine Anlage aus mehreren Gebäuden im neogotischen Stil und einem Park an der Wolfenbütteler Straße im Süden Braunschweigs. 
Die Anlage entstand Anfang des 19. Jahrhunderts nach den Plänen von Carl Theodor Ottmer (1800–1843) nördlich von Alt-Richmond. Das älteste Bauwerk war das Schloss Neu-Richmond, das auch als Herzogliche Villa bezeichnet wurde. Die Herzogliche Villa und das Kavalierhaus wurden Anfang des 20. Jahrhunderts wegen Baufälligkeit abgerissen. Die letzten Nebenanlagen wurden Mitte des 20. Jahrhunderts abgerissen. Heute befindet sich an deren Stelle das Braunschweig-Kolleg. Obwohl von der ursprünglichen Parkanlage nichts mehr erhalten ist und auch kein Wegenetz mehr vorhanden ist, ist die ehemalige Parkanlage denkmalgeschützt. Derzeit gibt es keine geplanten Aktivitäten zur Wiederherstellung des Parks.

## Geschichte
Die Anlage von Neu-Richmond ließ Herzog Wilhelm von Braunschweig (1806–1884) für sich erbauen.
Die Herzogliche Villa wurde 1833 erbaut. Carl Theodor Ottmer beschrieb das Gebäude nach der Fertigstellung mit dem Namen „Herzogliches Lustschloss Richmond-Castle“. Ein Modell von Ottmer zeugt davon, dass ein noch größerer Anbau an der Villa geplant war. Dieser wurde jedoch nie realisiert. Die bereits errichtete Villa war nur etwa ein Drittel des geplanten Schlosses Neu-Richmond. Der fertige Teil wurde nach dem Vorbild eines Gartenhäuschens an der Putney Bridge in London errichtet, der restliche Teil wurde durch Ottmer frei erfunden. Im Schloss des Herzogs befanden sich im Erdgeschoss ein gelb tapeziertes Wohnzimmer und ein grün tapeziertes Bibliothekszimmer sowie ein an den Decken und Wänden mit Mahagoniholz ausgestaltetes Speisezimmer und ein Billardzimmer. Im Obergeschoss befanden sich drei Wohnzimmer, ein Schlafzimmer und mehrere Garderobenzimmer. Das Untergeschoss bestand aus einer Küche, Wirtschaftsräumen und Kellerräumen.
Einige Jahre später entstand abseits der Herzoglichen Villa das Williamscastle, für das sich später der Name Kavalierhaus einbürgerte, was davon zeugt, dass sich dort häufig der Bekanntenkreis von Herzog Wilhelm aufhielt. Außerdem befand sich dort die Wohnung des Schlossverwalters. Zwar war Williamscastle von innen schlichter ausgestattet als die Herzogliche Villa, architektonisch war sie von außen jedoch aufwendiger gestaltet. Williamscastle bestand aus einem Westbau, einem Ostbau und einem Verbindungsbau und hatte einen markanten Turm.
Ferner besaß die Anlage zwei Einfahrtstore, die mit Türmchen und Wappen verziert waren, sowie ein Wachthaus mit einem Bogengang und einem Turm. Immer wenn der Herzog anwesend war, wurde auf dem Turm des Wachthauses eine Flagge gehisst. Der Park war umgeben von einer mit Zinnen gekrönten Mauer.
Im Zuge der Anlage von Neu-Richmond erfolgten auch die Erweiterung der Oker unterhalb des Parks zum Kennelteich und der Bau eines kleinen Kanals mit einem Schiffsanleger. Seit 1870 wurde der Park im Norden durch den hohen Bahndamm der Bahnstrecke Braunschweig-Helmstedt nachhaltig beeinträchtigt. Das bereits seit 1848 nachlassende Interesse des Herzogs an den Gebäuden führte letztlich zu deren Aufgabe im Jahr 1901.
Im Winter 1906 erfolgte der Abbruch von Neu-Richmond.